# Aplocera fraternata
Aplocera fraternata är en fjärilsart som beskrevs av Herrich-Schäffer 1861. Aplocera fraternata ingår i släktet Aplocera och familjen mätare. Inga underarter finns listade i Catalogue of Life.